# Никитин, Игорь Борисович
И́горь Бори́сович Ники́тин (25 апреля 1966, Уфа — 17 сентября 2013, Тольятти) — советский и российский хоккеист и тренер, чемпион России, обладатель кубка МХЛ.

## Биография
Воспитанник уфимской хоккейной школы. Дебютировал в уфимской команде «Салават Юлаев» в 1984 году. В том же году стал чемпионом Европы среди юниоров. 
В сезоне 1986/87 играл за ЦСКА, но провёл за него лишь 9 игр, после чего вернулся в «Салават Юлаев». С 1988 года играл в «Химике» (Воскресенск), став в том же году серебряным призёром чемпионата СССР, а в 1989 году — бронзовым призёром чемпионата.
В 1990 году окончил Самарский государственный педагогический университет. С этого же года выступал за «Ладу». В составе тольяттинского клуба, капитаном которого он был, Игорь Никитин стал чемпионом МХЛ и обладателем Кубка МХЛ (1994), серебряным призёром чемпионата МХЛ (1995), вице-чемпионом Кубка Европы (1995).
Сезон 1995/96 Никитин провёл в московском ЦСКА, два последующих в самарском ЦСК ВВС. Дальнейшую карьеру продолжил в клубах высшей лиги «Мотор» (Заволжье), «Энергия» (Кемерово), «Рубин» (Тюмень), «Нефтяник» (Лениногорск), завершив её в 2002 году.
С июня 2004 года работал тренером в СДЮШОР ХК «Лада». Тренировал команду «Лада-90» до 2007 года, в 2007—2008 годах — тренер молодёжной команды «Лада-91» и команды мастеров «Лада-1».
Скоропостижно скончался в 2013 году.